# Ben Cabango
Benjamin George ("Ben") Cabango (Cardiff, 30 mei 2000) is een Welsh-Angolees voetballer die doorgaans speelt als centrale verdediger. In november 2019 debuteerde hij voor Swansea City. Cabango maakte in 2020 zijn debuut in het Welsh voetbalelftal.

## Clubcarrière
Cabango speelde in de jeugd van Maindy Corries en Newport County, voor hij in de opleiding van Swansea City terechtkwam. Deze club verhuurde hem in de zomer van 2018 aan The New Saints. Voor deze club speelde hij in totaal vijfentwintig officiële wedstrijden. De centrumverdediger maakte op 26 november 2019 zijn competitiedebuut voor Swansea, op bezoek bij Huddersfield Town. Swansea opende de score door een treffer van Jay Fulton en een doelpunt van Karlan Grant zorgde voor de eindstand: 1–1. Cabango begon aan het duel als reservespeler en mocht van coach Steve Cooper in de rust invallen voor Mike van der Hoorn. In maart 2021 zette Cabango zijn handtekening onder een nieuwe verbintenis bij Swansea, tot en met het seizoen 2024/25. Deze werd eind december 2024 opengebroken en met drie jaar verlengd.

## Clubstatistieken
| Seizoen | Club             | Competitie    | Competitie | Competitie | Beker | Beker | Internationaal | Internationaal | Totaal | Totaal |
| Seizoen | Club             | Competitie    | Wed.       | Dlp.       | Wed.  | Dlp.  | Wed.           | Dlp.           | Wed.   | Dlp.   |
| ------- | ---------------- | ------------- | ---------- | ---------- | ----- | ----- | -------------- | -------------- | ------ | ------ |
| 2017/18 | Swansea City     | Championship  | 0          | 0          | 0     | 0     | —              | —              | 0      | 0      |
| 2018/19 | → The New Saints | Cymru Premier | 16         | 0          | 3     | 0     | 6              | 1              | 25     | 1      |
| 2019/20 | Swansea City     | Championship  | 23         | 1          | 3     | 0     | —              | —              | 26     | 1      |
| 2020/21 | Swansea City     | Championship  | 33         | 4          | 2     | 0     | —              | —              | 35     | 4      |
| 2021/22 | Swansea City     | Championship  | 37         | 1          | 2     | 1     | —              | —              | 39     | 2      |
| 2022/23 | Swansea City     | Championship  | 43         | 2          | 3     | 0     | —              | —              | 46     | 2      |
| 2023/24 | Swansea City     | Championship  | 35         | 0          | 1     | 0     | —              | —              | 36     | 0      |
| 2024/25 | Swansea City     | Championship  | 22         | 1          | 2     | 0     | —              | —              | 24     | 1      |
| Totaal  | Totaal           | Totaal        | 209        | 9          | 16    | 1     | 6              | 1              | 231    | 11     |

Bijgewerkt op 26 december 2024.

## Interlandcarrière
Cabango maakte zijn debuut in het Welsh voetbalelftal op 3 september 2020, toen een Nations League-wedstrijd gespeeld werd tegen Finland. Door een doelpunt van Kieffer Moore won Wales met 0–1. Cabango moest op de reservebank beginnen en mocht van bondscoach Ryan Giggs in de blessuretijd van de tweede helft invallen voor Daniel James. De andere debutanten van Wales dit duel waren Dylan Levitt (Manchester United) en Neco Williams (Liverpool). Cabango werd in mei 2021 door bondscoach Rob Page opgenomen in de selectie van Wales voor het uitgestelde EK 2020. Op het toernooi werd Wales in de achtste finales uitgeschakeld door Denemarken (0–4), nadat het in de groepsfase had gelijkgespeeld tegen Wales (1–1), gewonnen van Turkije (0–2) en verloren van Italië (1–0). Cabango kwam niet in actie.
| Interlands van Ben Cabango voor Wales | Interlands van Ben Cabango voor Wales | Interlands van Ben Cabango voor Wales | Interlands van Ben Cabango voor Wales | Interlands van Ben Cabango voor Wales | Interlands van Ben Cabango voor Wales |
| №                                     | Datum                                 | Wedstrijd                             | Uitslag                               | Competitie                            | Goals                                 |
| Als speler bij Swansea City           | Als speler bij Swansea City           | Als speler bij Swansea City           | Als speler bij Swansea City           | Als speler bij Swansea City           | Als speler bij Swansea City           |
| ------------------------------------- | ------------------------------------- | ------------------------------------- | ------------------------------------- | ------------------------------------- | ------------------------------------- |
| 1                                     | 3 september 2020                      | Finland – Wales                       | 0 – 1                                 | Nations League 2020/21                |                                       |
| 2                                     | 8 oktober 2020                        | Engeland – Wales                      | 3 – 0                                 | Vriendschappelijk                     |                                       |
| 3                                     | 27 maart 2021                         | Wales – Mexico                        | 1 – 0                                 | Vriendschappelijk                     |                                       |
| 4                                     | 29 maart 2022                         | Wales – Tsjechië                      | 1 – 1                                 | Vriendschappelijk                     |                                       |
| 5                                     | 25 september 2022                     | Wales – Polen                         | 0 – 1                                 | Nations League 2022/23                |                                       |
| 6                                     | 28 maart 2023                         | Wales – Letland                       | 1 – 0                                 | EK 2024 kwalificatie                  |                                       |
| 7                                     | 19 juni 2023                          | Turkije – Wales                       | 2 – 0                                 | EK 2024 kwalificatie                  |                                       |
| 8                                     | 6 juni 2024                           | Gibraltar – Wales                     | 0 – 0                                 | Vriendschappelijk                     |                                       |
| 9                                     | 9 juni 2024                           | Slowakije – Wales                     | 4 – 0                                 | Vriendschappelijk                     |                                       |
| 10                                    | 11 oktober 2024                       | IJsland – Wales                       | 2 – 2                                 | Nations League 2024/25                |                                       |
| 11                                    | 14 oktober 2024                       | Wales – Montenegro                    | 1 – 0                                 | Nations League 2024/25                |                                       |
| 12                                    | 19 november 2024                      | Wales – IJsland                       | 4 – 1                                 | Nations League 2024/25                |                                       |

Bijgewerkt op 26 december 2024.